# Venetiano Sergenti
Venetiano Sergenti (Roccadaspide, ... – Palermo, 1581) è stato un pittore e scultore italiano, attivo in Sicilia nel corso del XVI secolo. Le notizie sulla sua vita e la sua produzione artistica sono estratte essenzialmente dagli atti notarili del tempo.

## Biografia
Mastro Venetiano Sergenti era nativo del borgo di Rocca de Aspro, oggi comune di Roccadaspide in provincia di Salerno. Il suo vero cognome era Brenca mentre Sergenti è un soprannome che ancora esiste a Roccadaspide ma non sempre viene riferito al cognome Brenca. Si sposò con Crescenzia Cinquemani, cittadina di Bivona in Sicilia, dove acquistò casa nel quartiere di Sant'Agata, nei pressi del monastero di San Paolo.
Ebbe due figli, Guglielmo nato nel 1568 e Alessandra nata nel 1570.
Nell'ottobre del 1573, Sergenti si trasferì a Palermo, prendendo in subaffitto per un anno una bottega in strata Cassari.
Ammalatosi, fece testamento il 15 settembre 1581 e morì qualche giorno dopo. Con le sue ultime volontà dispose di essere seppellito nella chiesa maggiore di Palermo, lasciando erede universale il figlio Guglielmo e la figlia Alessandra con un lascito di 30 onze.

## Opere
L'unica opera dell'artista sopravvissuta fino ai giorni nostri è una tela che raffigura la Crocifissione di Gesù in mezzo ai ladroni e con ai piedi la Veronica. Il dipinto fu rinvenuto casualmente tra i lenzuoli antichi presenti nella cantoria della Chiesa dell'Annunziata o del Carmine nel comune di Bivona, dove l'artista aveva vissuto.
Secondo i critici, quest'opera manifesta l'affiliazione del Sergenti ai modelli dell'arte incisoria fiorentina della seconda metà del Quattrocento, inoltre nel dipinto sono presenti elementi di ispirazione michelangiolesca elaborati in ambiente romano.
Oltre questa tela, è documentato che il Sergenti, nel 1572, scolpì una statua di Santa Rosalia per l'omonima confraternita di Bivona, mentre nel 14 novembre 1575, quando l'artista si trovava a Palermo, ricevette dal notaio Lazaro Peluso 2 onze e 12 tari a nome del magnifico Francesco Maringo per un quadro in olio di San Sebastiano.
Il suo nome compare anche in un documento del 24 marzo 1580, che comprende l'elenco dei "maestri pingituri… quali hanu sirvitu per pingiri allo santissimo sepolcro che si ha fatto intra la cappella de s(an)to Petro de questo sacro regio palazzo…” di Palermo.
I documenti del tempo attestano anche che, quando era già a Palermo, i Rettori della confraternita di S. Maria dell'Olio di Bivona commissionarono all'artista un quadro in olio raffigurante Santa Maria delle Grazie, che però sarebbe rimasto incompleto.